# FFTW
 (octobre 2012).
Si vous disposez d'ouvrages ou d'articles de référence ou si vous connaissez des sites web de qualité traitant du thème abordé ici, merci de compléter l'article en donnant les références utiles à sa vérifiabilité et en les liant à la section « Notes et références ».
FFTW (signifiant Fastest Fourier Transform in the West, soit Transformée de Fourier la plus rapide de l'Ouest) est une bibliothèque logicielle calculant des transformées de Fourier discrètes, développée par Matteo Frigo et Steven G. Johnson au Massachusetts Institute of Technology.
FFTW est utilisé par MATLAB pour les calculs de transformées de Fourier.
En 1999, FFTW a gagné le prix J. H. Wilkinson pour le logiciel numérique.

## Sources
- (en) Cet article est partiellement ou en totalité issu de l’article de Wikipédia en anglais intitulé « FFTW » (voir la liste des auteurs).